# Елементарна психіка
Елемента́рна пси́хіка — поняття порівняльної психології, застосовується щодо найпростіших явищ психіки. Наприклад, відчуття викликані задоволенням біологічних потреб, емоційні реакції типу приємне-неприємне, задоволення-незадоволення. Також сюди відносять орієнтаційні здатності, що з'являються у комах та хробаків.